# Никола Гьончески
Никола Гьончески (на македонска литературна норма: Никола Ѓончески) е строителен инженер от Северна Македония, бивш председател на община Струга, през 2012 година лустриран като сътрудник на югославските тайни служби.

## Биография
Никола Гьончески е роден в охридското село Октиси, тогава в Кралство Югославия. Негов чичо е комунистическият партизанин Петре Гьончески. Дипломира се като строителен инженер и работи в ХЦ „Глобочица“ - Струга. В периода 1968 - 1987 година е вербуван на служба към УДБ-а с псевдоним „Вихор“. Донася информация за неприятелска дейност спрямо СФР Югославия, включително срещу членове на Охридската група на ВМРО на Климент Евров. През 1977 година е назначен на длъжността председател на община Струга.